# Knights of Rizal
Der Orden der Knights of Rizal (Tagalog Mga Maginoo ni Rizal, spanisch Orden de Caballeros de Rizá) ist der einzige staatliche Ritterorden auf den Philippinen und wurde gegründet, um die Ideale des philippinischen Nationalhelden José Rizal zu ehren und aufrechtzuerhalten. Die Mitgliedschaft im Orden sowie die Ränge und Insignien sind im „Honors Code of the Philippines (Executive Order No. 236)“ als offizielle Ehrung und Auszeichnung verzeichnet.
Die Mitgliedschaft ist auf Männer beschränkt, Frauen sind in verschiedenen Partnerorganisationen organisiert, wie Las Damas de Rizal oder Kababaihang Rizalista (englisch Ladies of Rizal) und ähnliche.

## Geschichte
Der Orden wurde am 30. Dezember 1911 von neun Gründungsmitgliedern unter der Leitung von Colonel Antonio Torres, dem späteren ersten Polizeipräsidenten von Manila gegründet, um dem Martyrium des philippinischen Volkshelden José Rizal zu gedenken. Der 30. Dezember ist der Jahrestag der Exekution von José Rizal, welche im Jahr 1896 stattfand. Heute wird der 30. Dezember als nationaler Feiertag „Rizal Day“ begangenen. Exakt ein Jahr nach der Gründung fand ein staatliches Begräbnis mit der Umbettung seiner Gebeine vom Familiensitz in Binondo nach Luneta (heutiger Rizal-Park) in Manila statt. Bei diesem Anlass übernahmen die Mitglieder des Ordens die Ehrenwache, seither spielt der Orden eine prominente Rolle bei verschiedenen Themen für und über José Rizal.
Der Kongressabgeordnete Manuel Zola aus Cebu City brachte im Jahr 1951 einen Vorstoß im Kongress ein, dem Orden eine „Legislative Charter“ zu gewähren. Die Senatoren Enrique Magalona, Lorenzo Sumulong, Esteban Abada, Emiliano Tria Tirona, Camilo Osias, Geronima Pecson, José Avelino und Ramon Torres unterstützten diesen Vorstoß auch im Senat. Das Gesetzesdekret wurde vom damaligen Präsidenten am 14. Juni 1951 als „Republic Act No. 646“ in Kraft gesetzt und der seit 1911 privatrechtlich bestehende Orden in eine „body corporate and politic“ Institution umgewandelt. Im kontinentaleuropäischen Recht entspricht dieser Status in etwa einer Körperschaft des öffentlichen Rechts.

## Supreme Council
Gemäß dem Republic Act No. 646 liegt die allgemeine Verwaltung und Leitung der Angelegenheiten des Ordens in den Händen des Supreme Council, welches aus neun Mitgliedern besteht:
- Supreme Commander
- Deputy Supreme Commander
- Supreme Chancellor
- Supreme Pursuivant
- Supreme Exchequer
- Supreme Archivist
- Supreme Auditor
- Deputy Supreme Pursuivant
- Deputy Supreme Exchequer.

## Aktivitäten
Der Orden versteht sich als zivile, patriotische, kulturelle und überparteiliche Organisation, die Menschen ohne Ansicht von Herkunft und Religion aufnimmt. Im Unterschied zu den anderen Orden der Philippinen und vieler internationaler Verdienstorden sind die Knights of Rizal ein aktiver Orden. Die Mitgliedschaft verleiht nicht nur Privilegien, sondern verlangt auch persönliches Engagement der Mitglieder. Nebst den Einsätzen an offiziellen und diplomatischen Anlässen und dem philippinischen Unabhängigkeitstag engagiert sich der Orden auch für die philippinische Jugend weltweit, wie etwa durch die jährliche National Rizal Youth Leadership Institute Conference und die Middle East and Africa Region Inter-School Academic Talent and Skills Competition. Im Rahmen des weltweiten Bestehens des Ordens werden heute auch internationale humanitäre Projekte und Aktionen realisiert.

## Mitgliedschaft und Privilegien
Der Orden gliedert sich in örtliche Kapitel (Chapters), die in Gebiete (Areas) und Regionen (Regions) zusammengefasst sind.
Es gibt weltweit über 25.000 aktive Mitglieder, welche die Ziele und Grundsätze des Ordens verfolgen. Unter den Mitgliedern finden sich Angehörige aller Berufsgruppen, so z. B. Unternehmer, Wissenschaftler, Künstler, Journalisten, Architekten, Ingenieure, kaufmännische Angestellte, Staatsbedienstete und andere Berufsgruppen. Die Mitgliedschaft steht in der Regel jedem männlichen Volljährigen offen, der über einen guten moralischen Charakter, sowie einen guten Ruf verfügt. Außerdem muss sich der Kandidat in herausragender Weise in einem der Ordensgemeinschaft nahen Gebiet, zugunsten des Gemeinwohls einsetzen. Zur Aufnahme in den Orden benötigt der Kandidat auch die Fürsprache von zwei aktiven Rittern und bedarf der Zustimmung des Supreme Council.
Die Ritter haben das Recht, zu geeigneten Anlässen die Ordensinsignien und Uniform zu tragen. Ihnen steht auch das Recht zu, ihrem Vornamen den Zusatz Sir voranzustellen und mit einem Komma hinter dem Nachnamen, den Grad zu führen (zum Beispiel „Sir Max Mustermann, KCR“). Die Ehefrauen dürfen den Namenszusatz „Lady“ vor ihrem Namen führen. Dieses äußerst persönliche Privileg der Ritter gilt sowohl für die gesprochene als auch für die geschriebene Anreden.

## Ordensklassen
Der Orden teilt seine Mitglieder in fünf Degrees (Grade) genannte Ordensklassen, die von unten nach oben durchnummeriert sind:
1. Knight of Rizal (KR)
2. Knight Officer of Rizal (KOR)
3. Knight Commander of Rizal (KCR)
4. Knight Grand Officer of Rizal (KGOR)
5. Knight Grand Cross of Rizal (KGCR)

## Prominente (Ehren-)Mitglieder

### Präsidenten der Republik der Philippinen
- Emilio Aguinaldo
- José P. Laurel
- Manuel L. Quezon
- Carlos P. Garcia
- Diosdado Macapagal
- Ferdinand Marcos
- Corazon Aquino
- Fidel V. Ramos
- Joseph Estrada
- Benigno Aquino III
- Rodrigo Duterte

### Ausländische (Ehren-)Mitglieder des Ordens
- Juan Carlos I., König von Spanien
- Henry Kissinger, amerikanischer Außenminister und Friedensnobelpreisträger
- Stjepan Mesić, früherer Präsident der Republik Kroatien 2000–2010, früherer Sprecher des Kroatischen Parlaments 1992–1994, letzter Präsident Jugoslawiens 1991
- Anwar Ibrahim, stellvertretender Premierminister von Malaysia
- Antonín Staněk, 16ter Kulturminister der Tschechischen Republik 2018–2019, 26ter Bürgermeister der Stadt Olomouc
- Austin Coates, britischer Beamter und Schriftsteller. Er war der Sohn des bekannten englischen Komponisten Eric Coates
- John Ensign, Congressman und U.S. Senator
- Daisaku Ikeda, japanischer Schriftsteller und Präsident der neu-religiösen Bewegung Sōka Gakkai International
- Kiyoshi Sumiya, japanischer Botschafter
- Hilario Gelbolingo Davide Jr., Oberste Richter am Obersten Gerichtshof der Philippinen, Leiter der Justizabteilung der Regierung und Leiter des Obersten Gerichtshof der Philippinen
- Juan Ponce Enrile Sr., Präsident des Senats der Philippinen
- Patrick J Mangan, Lord of Tangham, Regierungsberater, irischer Staatsangehöriger